# Джанфранко Контини
Джанфранко Контини (на италиански: Gianfranco Contini) е италиански филолог.

## Биография
Роден е на 4 януари 1912 г. в Домодосола в Пиемонт. През 1933 година завършва литература в Павийския университет, след това специализира в Торинския университет и в Париж. Преподава романска филология във Фрибурския (1938 – 1952), Флорентинския университет (1952 – 1975) и „Скуола нормале“ в Пиза (1975 – 1987). Интересите му са главно в областта на историята на италианската литература.
Умира на 1 февруари 1990 г. в Домодосола.